# Arne Petersen
Arne Petersen (2 de abril de 1913 — 28 de dezembro de 1990) foi um ciclista olímpico dinamarquês.
Petersen foi um dos atletas que representou a Dinamarca nos Jogos Olímpicos de 1936, em Berlim, onde competiu na estrada individual e por equipes.